# آب‌انبار مدرسه
آب‌انبار مدرسه مربوط به دوره قاجار است و در لار، محله آرد فروشان، کوچه روبروی مسجد حاج کاظمی واقع شده و این اثر در تاریخ ۱۹ مرداد ۱۳۸۴ با شمارهٔ ثبت ۱۲۷۱۵ به‌عنوان یکی از آثار ملی ایران به ثبت رسیده است.